# Инта
Инта̀ (на руски: Инта) е град в Русия, разположен в градски окръг Инта, автономна република Коми. Населението на града към 1 януари 2018 е 25 444 души.